# Soviče
Soviče – wieś w Słowenii, w gminie Videm. W 2018 roku liczyła 117 mieszkańców.